# Toucountouna
Toucountouna – miasto w Beninie, w departamencie Atakora. Położone jest około 450 km na północ zachód od stolicy kraju, Porto-Novo. W spisie ludności z 11 maja 2013 roku liczyło 16 330 mieszkańców.